# Jutuksenjärvi
Jutuksenjärvi är en sjö i Finland. Den ligger i kommunen Miehikkälä i landskapet Kymmenedalen, i den södra delen av landet, 170 km öster om huvudstaden Helsingfors. Jutuksenjärvi ligger 34 meter över havet. Arean är 6,5 hektar och strandlinjen är 1,77 kilometer lång. Sjön  ingår i Vaalimaanjokis huvudavrinningsområde.   I omgivningarna runt Jutuksenjärvi växer i huvudsak blandskog.